# Sédentarisation
 (juillet 2017).
Si vous disposez d'ouvrages ou d'articles de référence ou si vous connaissez des sites web de qualité traitant du thème abordé ici, merci de compléter l'article en donnant les références utiles à sa vérifiabilité et en les liant à la section « Notes et références ».
La sédentarisation est l'adoption par une population, généralement humaine, d'un mode de vie sédentaire, ou sédentarité, qui se manifeste par l'établissement permanent dans un habitat occupé en continu, à l'opposé du nomadisme ou du semi nomadisme migratoire. Les premières traces de sédentarisation humaine correspondent au début du Néolithique (environ 9 000 ans av. J.-C. dans le Croissant fertile).

## Nomadisme
La chasse, la pêche et la cueillette étaient les modes dominants de satisfaction des besoins des premières populations humaines (ce qu'on appelle l'économie de prédation). Il a existé des populations de chasseurs cueilleurs sédentaires avant le néolithique – par exemple au Japon au début de la période Jomon – mais le plus souvent le nomadisme était imposé par le manque de ressources.
Le nomadisme connaît les premières formes d'élevage (populations inféodées aux troupeaux de rennes, éleveurs nomades du Sahara ou d'Asie) ou de culture des végétaux.

## Histoire
C'est dans le croissant fertile – avant l'agriculture (la sédentarisation a précédé l'agriculture irriguée) et l'élevage – que sont apparus des villages puis les premières villes.
Olivier Aurenche donne les critères de sédentarisation au Proche-Orient : « un investissement important en matière d’habitat, en plein air ou sur des terrasses de grottes, sous forme de maisons circulaires semi-enterrées à la couverture portée par une charpente massive en bois ; la présence, à l’intérieur ou à proximité de cet habitat, de nombreuses sépultures, individuelles ou collectives ; la présence sur place d’un abondant mobilier lourd, composé de meules et de mortiers en pierre que leur taille et leur poids rendent difficilement transportables ; l’existence de fosses qui peuvent avoir joué un rôle dans le stockage ; enfin, la présence d’animaux commensaux de l’homme tels que les souris ». Le processus est lent et progressif. Durant la période d'Obeïd, en Mésopotamie, l'occupation des sites de sédentarisation est souvent discontinue et de nombreux sites lourdement aménagés sont abandonnés. La taille des premières communautés sédentarisées est variable : Jéricho aurait compté 1 000 habitants en 9400 av. J.-C. La période d'Uruk voit l’apparition des cités-États.
La sédentarisation avec occupation périodique ou cyclique s'observe dans la civilisation maya, dans la conquête de l'ouest américain. Il existe de nombreuses théories sur les causes et les processus de sédentarisation : démographique (besoin alimentaire croissant), occasionnelle (théorie de l'oasis), climatique (besoin de culture irriguée), etc. Toujours est-il que les foyers de sédentarisation sont multiples et ne semblent pas liés à un climat particulier.
Sauf cas particuliers, la sédentarisation entraîne, au Néolithique :
- la production sur place des principales ressources correspond le plus souvent à la domestication d'animaux et de plantes, leur élevage et leur culture. Les principales innovations liées à l'agriculture sédentaire sont la maîtrise des techniques hydrauliques (irrigation, terrassement, calcul de pente, gestion des crues, transports fluviaux et canalisation), les formes d'habitat stable souvent familial.
- le stockage des ressources ainsi produites. Les grands foyers de sédentarisation voient la domestication des grandes céréales (blé, riz, maïs, sorgho), des tubercules, des fruits et autres plantes qui stockent des hydrates de carbone, l'apparition de techniques de conservation des viandes (séchage, salage, fumage, etc.) et des végétaux (séchage, fermentation; salage, etc.), la maîtrise de la terre cuite.

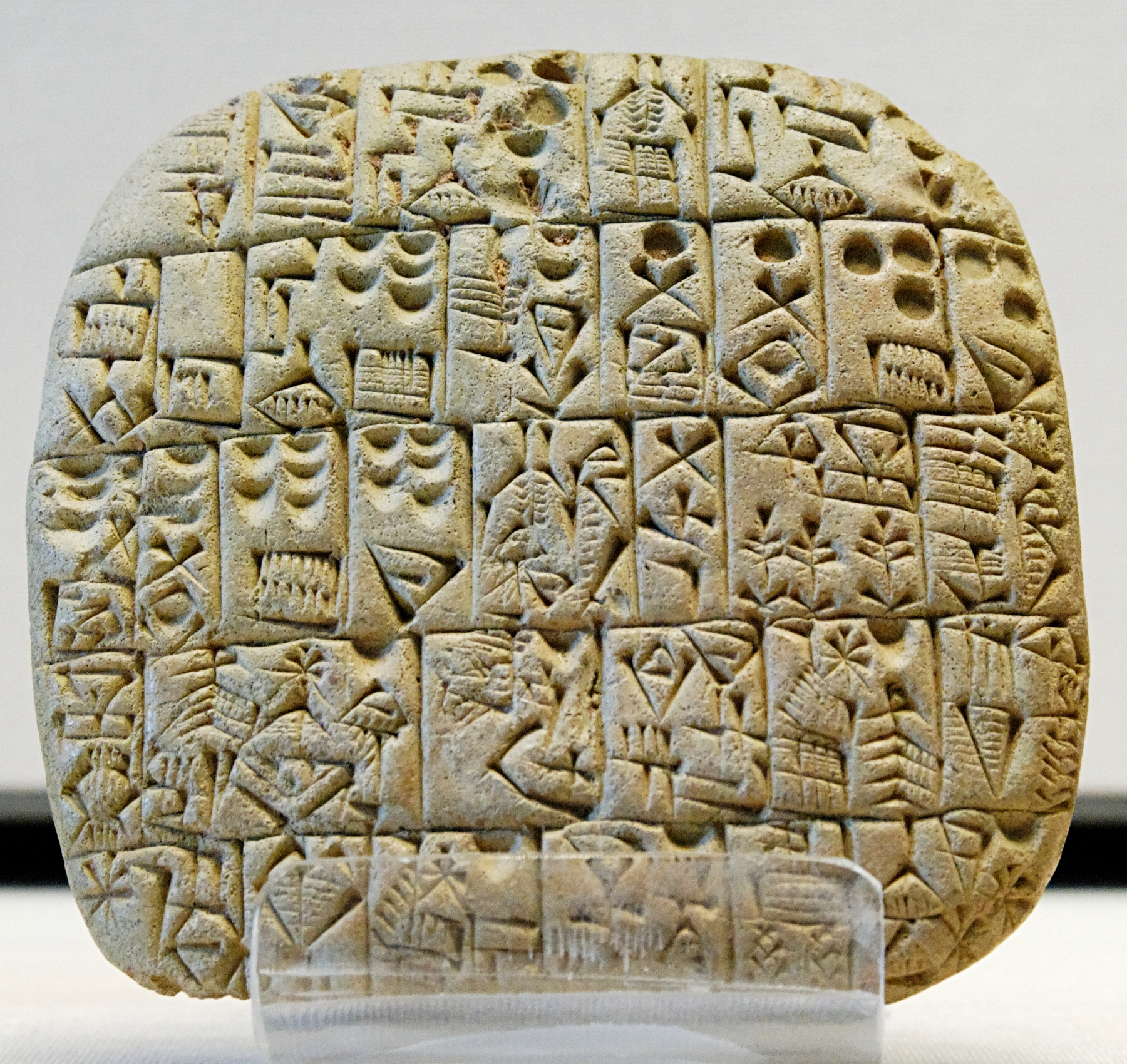
Contrat de vente de propriété foncière privée provenant de Shuruppak, DA III A, musée du Louvre.

- la notion de droit de propriété s'étend à la propriété foncière sous forme individuelle ou collective, privée ou publique, l'histoire de l'agriculture en Mésopotamie est faite d'une multitude de liens contractuels qui montrent, dès 6000 av. J.-C., que la sédentarisation s'accompagne d'un développement du droit, de l'économie, et les premiers conflits.

## La sédentarité comme mode de vie majoritaire
La sédentarisation néolithique va modifier profondément la société, la connaissance et les croyances. À mesure que l'habitat sédentaire domine, la cohabitation des sédentaires et du nomadisme pose des problèmes. En Asie centrale, les sédentaires fortifient leurs villes et villages, les nomades mongoloïdes constituent une puissance organisée, les dynasties iraniennes conserveront longtemps un gout de l'itinérance, les Huns constitueront un immense empire, d'abord en Asie centrale, puis en Europe à partir de 375, qui précipite la chute de l'Empire romain d'Occident.

### Sédentarisation forcée et génocides
Avec la colonisation, les sociétés nomades sont déstructurées, marginalisées ou éliminées. Dans l'ensemble de l'Amérique, les Européens (principalement Anglais et Espagnols) pratiquent des génocides sur les Américains natifs. Cela perdure avec la création des États-Unis et la conquête de l'Ouest. Les Bochimans subissent le même sort en Afrique du Sud. Au moins depuis le XIXe siècle on pratique la sédentarisation forcée, comme les Roms dans l'Empire Austro-Hongrois, notamment dans la région du Burgenland.
Au XXe siècle, les Nazis pratiquent également l'épuration ethnique sur les Roms. La sédentarisation forcée des nomades connaît de fortes résistances, les Inuits sédentarisés à partir de 1950 au Canada, obtiennent leur indépendance[réf. nécessaire], les Chinois échouent dans leur politique de sédentarisation des pasteurs tibétains de 1959 à 1970[réf. nécessaire]. Une politique similaire a été menée par l'Union soviétique au Kazakhstan, entraînant la famine kazakhe de 1932-1933.
La FAO donne des recommandations pour les politiques de sédentarisation des nomades et transhumants. Elle fait un inventaire des raisons généralement invoquées : « le pastoralisme nomade est perçu comme " primitif " ou comme un problème pour l'environnement, la prestation de services, la fiscalité, le droit et l'ordre et la sécurité nationale, il est incompatible avec la politique foncière, (…) le contrôle des maladies humaines ou animales ».
Le Conseil de l'Europe estime à environ 10 ou 12 millions de personnes le nombre de Gens du voyage en Europe. La priorité est de permettre l'accès des populations nomades à l'éducation. Le Conseil a lancé un programme de formation de médiateurs scolaires, sanitaires et pour l’emploi avec le souci de ne pas priver les itinérants de leur droit à la libre circulation.

### Expulsion des populations nomades
Lorsque les nomades refusent la sédentarisation, ils sont souvent expulsés.[pas clair][Interprétation personnelle ?] Au XXIe siècle, des campagnes d'expulsions sont organisés à l'égard des Roms en France.
En Israël, le gouvernement détruit régulièrement les campements des populations de bédouins.

## Nomadisme comme mode de vie majoritaire
Il existe quelques États où les sédentaires sont minoritaires : Mauritanie, Djibouti, Somalie.